# Marmosops
Marmosops és un gènere de didèlfids, un grup de marsupials sud-americans.
- Gènere Marmosops
  - Marmosa de Bishop (M. bishopi)
  - M. chucha
  - Marmosa de Falcón (M. cracens)
  - Marmosa de Creighton (M. creightoni)
  - Marmosa de Dorothy (M. dorothea)
  - Marmosa fosca (M. fuscatus)
  - Marmosa de Handley (M. handleyi)
  - Marmosa de Tschudi (M. impavidus)
  - Marmosa grisa (M. incanus)
  - Marmosa de Panamà (M. invictus)
  - Marmosa de Junín (M. juninensis)
  - M. magdalenae
  - M. marina
  - Marmosa de la Neblina (M. neblina)
  - Marmosa de panxa blanca (M. noctivagus)
  - M. pakaraimae
  - Marmosa hirsuta (M. parvidens)
  - Marmosa brasilera (M. paulensis)
  - Marmosa de Pinheiro (M. pinheiroi)
  - M. woodalli